# Синие Липяги
Синие Липяги — село в Нижнедевицком районе Воронежской области. Административный центр Синелипяговского сельского поселения. 

## История
Село было основано в 1670 году, основателем села являлся житель Коротоякского уезда Аким Жидков. Позже в селе обосновались пришельцы из сел Терехово, Шаталовки, Дубового — Задонского уезда и Швыревки Курской области. Первопоселенцы являлись служилыми людьми, во время реформ Петра I их причислили к сословию однодворцев, а затем в XIX в. перевели в сословие государственных крестьян.
Название села происходит от названия урочища. Согласно В. Далю, слово липяк или липяг, означает лес на возвышенности. Издали такой лес может казаться синеватым.
Синие Липяги состоят из нескольких частей, каждая из которых имеет своё название. Тереховка, так как сюда когда-то пришли люди из соседнего села Терехово и принесли с собой это название. Дубовщина — от села Дубовка. Некоторые названия объясняются теми природными условиями, в которых людям пришлось жить. Когда-то здесь были болота, на которых росли липы. Затем болота начали высыхать и ко времени поселения первых жителей остались лишь небольшие следы. Название Конец означало конец болотистой местности. Проулок — это тропа, по которой можно было пройти по болоту. Лягушевка — считается, что именно в этом месте лягушки устраивали свои «вечерние концерты». Заречье — на этом месте был когда-то пруд. Грязной — это самая грязная часть села.
В селе отмечаются памятные даты:
День села (8 ноября).
День освобождения от немецко-фашистских захватчиков (29 января).
В 1937 году село называлось Сине-Липяги и относилось к Сине-Липяговскому району.

## Население
| 1859 | 1897  | 1939  | 1959  | 2010  |
| ---- | ----- | ----- | ----- | ----- |
| 6831 | ↗7744 | ↘5998 | ↘5231 | ↘1840 |

## Социальная сфера
В селе расположены дом-интернат для престарелых и инвалидов (с 2016 закрыт), 2 Дома Культуры,
Больница, Церковь, Пожарная Часть, Полицейский участок., Синелипяговский ветеринарный участок.

## Известные жители
В селе родились Герой Советского Союза Иван Плохих и полный кавалер ордена Славы Григорий Тихонов.